# Stiefenhofen
Stiefenhofen – miejscowość i gmina w południowych Niemczech, w kraju związkowym Bawaria, w rejencji Szwabia, w regionie Allgäu, w powiecie Lindau (Bodensee), siedziba wspólnoty administracyjnej Stiefenhofen. Leży w Allgäu, około 25 km na wschód od Lindau (Bodensee).

## Polityka
Wójtem gminy jest Anton Wolf, rada gminy składa się z 12 członków.
|      | CSU/FW | Razem |
| 2008 | 12     | 12    |